# Interlands Gibraltarees voetbalelftal 2020-2029
Deze pagina toont een chronologisch en gedetailleerd overzicht van de interlands die het Gibraltarees voetbalelftal speelt en heeft gespeeld in de periode 2020 – 2029.

## Interlands

### 2020
|                                                                                    |                     |       |            |                                                                                        |
| 5 september UEFA Nations League Groep D2 № 47 «onderlinge duels» 15:00 uur (UTC+2) | Gibraltar           | 1 – 0 | San Marino | Victoriastadion, Gibraltar Toeschouwers: 0 Scheidsrechter: Aleksandrs Anufrijevs (LVA) |
| 5 september UEFA Nations League Groep D2 № 47 «onderlinge duels» 15:00 uur (UTC+2) | Graeme Torrilla 42' |       |            | Victoriastadion, Gibraltar Toeschouwers: 0 Scheidsrechter: Aleksandrs Anufrijevs (LVA) |

|                                                                       |                                     |       |           |                                                                              |
| 7 oktober Vriendschappelijk № 48 «onderlinge duels» 18:00 uur (UTC+2) | Malta                               | 2 – 0 | Gibraltar | Ta' Qalistadion, Ta' Qali Toeschouwers: 0 Scheidsrechter: Nikola Popov (BUL) |
| 7 oktober Vriendschappelijk № 48 «onderlinge duels» 18:00 uur (UTC+2) | Kyrian Nwoko 8' Triston Caruana 90' |       |           | Ta' Qalistadion, Ta' Qali Toeschouwers: 0 Scheidsrechter: Nikola Popov (BUL) |

|                                                                                   |               |                  |           |                                                                                 |
| 10 oktober UEFA Nations League Groep D2 № 49 «onderlinge duels» 18:00 uur (UTC+2) | Liechtenstein | 0 – 1            | Gibraltar | Rheinparkstadion, Vaduz Toeschouwers: 178 Scheidsrechter: Kirill Levnikov (RUS) |
| 10 oktober UEFA Nations League Groep D2 № 49 «onderlinge duels» 18:00 uur (UTC+2) |               | 10' Tjay De Barr |           | Rheinparkstadion, Vaduz Toeschouwers: 178 Scheidsrechter: Kirill Levnikov (RUS) |

|                                                                         |                                                           |       |           |                                                                                                |
| 11 november Vriendschappelijk № 50 «onderlinge duels» 19:30 uur (UTC+2) | Bulgarije                                                 | 3 – 0 | Gibraltar | Vasil Levski Nationaal Stadion, Sofia Toeschouwers: 0 Scheidsrechter: Sebastian Colțescu (ROU) |
| 11 november Vriendschappelijk № 50 «onderlinge duels» 19:30 uur (UTC+2) | Aleksandar Tsvetkov 6' Georgi Jomov 15' Dimitar Iliev 45' |       |           | Vasil Levski Nationaal Stadion, Sofia Toeschouwers: 0 Scheidsrechter: Sebastian Colțescu (ROU) |

|                                                                                    |            |       |           |                                                                                    |
| 14 november UEFA Nations League Groep D2 № 51 «onderlinge duels» 15:00 uur (UTC+1) | San Marino | 0 – 0 | Gibraltar | Stadio Olimpico, Serravalle Toeschouwers: 0 Scheidsrechter: Kateryna Monzoel (UKR) |
| 14 november UEFA Nations League Groep D2 № 51 «onderlinge duels» 15:00 uur (UTC+1) |            |       |           | Stadio Olimpico, Serravalle Toeschouwers: 0 Scheidsrechter: Kateryna Monzoel (UKR) |

|                                                                                    |                           |       |                |                                                                                        |
| 17 november UEFA Nations League Groep D2 № 52 «onderlinge duels» 20:45 uur (UTC+1) | Gibraltar                 | 1 – 1 | Liechtenstein  | Victoriastadion, Gibraltar Toeschouwers: 0 Scheidsrechter: Trustin Farrugia Cann (MLT) |
| 17 november UEFA Nations League Groep D2 № 52 «onderlinge duels» 20:45 uur (UTC+1) | Daniel Brändle 17' (e.d.) |       | 44' Noah Frick | Victoriastadion, Gibraltar Toeschouwers: 0 Scheidsrechter: Trustin Farrugia Cann (MLT) |

### 2021
|                                                                            |           |                                                                  |           |                                                                               |
| 24 maart WK-kwalificatie Groep G № 53 «onderlinge duels» 20:45 uur (UTC+1) | Gibraltar | 0 – 3                                                            | Noorwegen | Victoriastadion, Gibraltar Toeschouwers: 0 Scheidsrechter: Duje Strukan (CRO) |
| 24 maart WK-kwalificatie Groep G № 53 «onderlinge duels» 20:45 uur (UTC+1) |           | 43' Alexander Sørloth 45' Kristian Thorstvedt 57' Jonas Svensson |           | Victoriastadion, Gibraltar Toeschouwers: 0 Scheidsrechter: Duje Strukan (CRO) |

|                                                                            |                                                                          |       |                         |                                                                                           |
| 27 maart WK-kwalificatie Groep G № 54 «onderlinge duels» 15:00 uur (UTC+1) | Montenegro                                                               | 4 – 1 | Gibraltar               | Pod Goricomstadion, Podgorica Toeschouwers: 0 Scheidsrechter: Manuel Schüttengruber (AUT) |
| 27 maart WK-kwalificatie Groep G № 54 «onderlinge duels» 15:00 uur (UTC+1) | Fatos Bećiraj 26' Marko Simić 43' Žarko Tomašević 53' Stevan Jovetić 81' |       | 30' (pen.) Reece Styche | Pod Goricomstadion, Podgorica Toeschouwers: 0 Scheidsrechter: Manuel Schüttengruber (AUT) |

|                                                                            |           | |           |                                                                                  |
| 30 maart WK-kwalificatie Groep G № 55 «onderlinge duels» 20:45 uur (UTC+2) | Gibraltar | 0 – 7 | Nederland | Victoriastadion, Gibraltar Toeschouwers: 335 Scheidsrechter: João Pinheiro (POR) |
| 30 maart WK-kwalificatie Groep G № 55 «onderlinge duels» 20:45 uur (UTC+2) |           | 41' Steven Berghuis 55' Luuk de Jong 61' Memphis Depay 62' Georginio Wijnaldum 64' Donyell Malen 85' Donny van de Beek 88' Memphis Depay |           | Victoriastadion, Gibraltar Toeschouwers: 335 Scheidsrechter: João Pinheiro (POR) |

|                                                                    | |       |           |                                                                                 |
| 4 juni Vriendschappelijk № 56 «onderlinge duels» 20:45 uur (UTC+2) | Slovenië                                                                                               | 6 – 0 | Gibraltar | Bonifikastadion, Koper Toeschouwers: 1.035 Scheidsrechter: Haris Kaljanac (BIH) |
| 4 juni Vriendschappelijk № 56 «onderlinge duels» 20:45 uur (UTC+2) | Andraž Šporar 11' Josip Iličić 17' Andraž Šporar 34' Jan Mlakar 38' Josip Iličić 57' Jon Stanković 61' |       |           | Bonifikastadion, Koper Toeschouwers: 1.035 Scheidsrechter: Haris Kaljanac (BIH) |

|                                                                    |         |       |           |                                                                                         |
| 7 juni Vriendschappelijk № 57 «onderlinge duels» 20:45 uur (UTC+2) | Andorra | 0 – 0 | Gibraltar | Estadi Nacional, Andorra la Vella Toeschouwers: 0 Scheidsrechter: Philip Farrugia (MLT) |
| 7 juni Vriendschappelijk № 57 «onderlinge duels» 20:45 uur (UTC+2) |         |       |           | Estadi Nacional, Andorra la Vella Toeschouwers: 0 Scheidsrechter: Philip Farrugia (MLT) |

|                                                                               |                                                                                 |       |                         | |
| 1 september WK-kwalificatie Groep G № 58 «onderlinge duels» 21:45 uur (UTC+3) | Letland                                                                         | 3 – 1 | Gibraltar               | Daugavastadion, Riga Toeschouwers: 1.466 Scheidsrechter: Pavel Orel (CZE) Video-assistent: Karel Hrubeš (CZE) |
| 1 september WK-kwalificatie Groep G № 58 «onderlinge duels» 21:45 uur (UTC+3) | Vladislavs Gutkovskis 50' (pen.) Vladislavs Gutkovskis 85' Andrejs Cigaņiks 89' |       | 71' (pen.) Tjay De Barr | Daugavastadion, Riga Toeschouwers: 1.466 Scheidsrechter: Pavel Orel (CZE) Video-assistent: Karel Hrubeš (CZE) |

|                                                                               |           |                                                             |         | |
| 4 september WK-kwalificatie Groep G № 59 «onderlinge duels» 20:45 uur (UTC+2) | Gibraltar | 0 – 3                                                       | Turkije | Victoriastadion, Gibraltar Toeschouwers: 702 Scheidsrechter: Kristo Tohver (EST) Video-assistent: Allard Lindhout (NED) |
| 4 september WK-kwalificatie Groep G № 59 «onderlinge duels» 20:45 uur (UTC+2) |           | 54' Halil Dervişoğlu 65' Hakan Çalhanoğlu 83' Kenan Karaman |         | Victoriastadion, Gibraltar Toeschouwers: 702 Scheidsrechter: Kristo Tohver (EST) Video-assistent: Allard Lindhout (NED) |

|                                                                               | |       |                  | |
| 7 september WK-kwalificatie Groep G № 60 «onderlinge duels» 20:45 uur (UTC+2) | Noorwegen | 5 – 1 | Gibraltar        | Ullevaalstadion, Oslo Toeschouwers: 9.442 Scheidsrechter: Nikolas Neokleous (CYP) Video-assistent: Vasilis Dimitriou (CYP) |
| 7 september WK-kwalificatie Groep G № 60 «onderlinge duels» 20:45 uur (UTC+2) | Kristian Thorstvedt 23' Erling Braut Haaland 27' Erling Braut Haaland 39' Alexander Sørloth 59' Erling Braut Haaland 90+1' |       | 43' Reece Styche | Ullevaalstadion, Oslo Toeschouwers: 9.442 Scheidsrechter: Nikolas Neokleous (CYP) Video-assistent: Vasilis Dimitriou (CYP) |

|                                                                             |           |                                                            |            | |
| 8 oktober WK-kwalificatie Groep G № 61 «onderlinge duels» 20:45 uur (UTC+2) | Gibraltar | 0 – 3                                                      | Montenegro | Victoriastadion, Gibraltar Toeschouwers: 1.351 Scheidsrechter: Filip Glova (SVK) Video-assistent: Dennis Higler (NED) |
| 8 oktober WK-kwalificatie Groep G № 61 «onderlinge duels» 20:45 uur (UTC+2) |           | 7' Adam Marušić 44' (pen.) Fatos Bećiraj 68' Fatos Bećiraj |            | Victoriastadion, Gibraltar Toeschouwers: 1.351 Scheidsrechter: Filip Glova (SVK) Video-assistent: Dennis Higler (NED) |

|                                                                              | |       |           | |
| 11 oktober WK-kwalificatie Groep G № 62 «onderlinge duels» 20:45 uur (UTC+2) | Nederland | 6 – 0 | Gibraltar | Stadion Feijenoord, Rotterdam Toeschouwers: 31.583 Scheidsrechter: Vitali Mesjkov (RUS) Video-assistent: Sergej Ivanov (RUS) |
| 11 oktober WK-kwalificatie Groep G № 62 «onderlinge duels» 20:45 uur (UTC+2) | Virgil van Dijk 9' Memphis Depay 21' Memphis Depay 45+3' (pen.) Denzel Dumfries 48' Arnaut Danjuma 75' Donyell Malen 86' |       |           | Stadion Feijenoord, Rotterdam Toeschouwers: 31.583 Scheidsrechter: Vitali Mesjkov (RUS) Video-assistent: Sergej Ivanov (RUS) |

|                                                                               | |       |           | |
| 13 november WK-kwalificatie Groep G № 63 «onderlinge duels» 20:00 uur (UTC+3) | Turkije | 6 – 0 | Gibraltar | Başakşehir Fatih Terimstadion, Istanboel Toeschouwers: 8.895 Scheidsrechter: Sergiej Bojko (UKR) Video-assistent: Jevhen Aranovsky (UKR) |
| 13 november WK-kwalificatie Groep G № 63 «onderlinge duels» 20:00 uur (UTC+3) | Kerem Aktürkoğlu 11' Halil Dervişoğlu 38' Halil Dervişoğlu 41' Merih Demiral 65' Serdar Dursun 81' Mert Müldür 84' |       |           | Başakşehir Fatih Terimstadion, Istanboel Toeschouwers: 8.895 Scheidsrechter: Sergiej Bojko (UKR) Video-assistent: Jevhen Aranovsky (UKR) |

|                                                                               |                |       |                                                                     | |
| 16 november WK-kwalificatie Groep G № 64 «onderlinge duels» 20:45 uur (UTC+1) | Gibraltar      | 1 – 3 | Letland                                                             | Victoriastadion, Gibraltar Toeschouwers: 1.130 Scheidsrechter: Espen Eskås (NOR) Video-assistent: Paweł Raczkowski (POL) |
| 16 november WK-kwalificatie Groep G № 64 «onderlinge duels» 20:45 uur (UTC+1) | Liam Walker 7' |       | 25' Vladislavs Gutkovskis 55' Roberts Uldriķis 75' Raimonds Krollis | Victoriastadion, Gibraltar Toeschouwers: 1.130 Scheidsrechter: Espen Eskås (NOR) Video-assistent: Paweł Raczkowski (POL) |

### 2022
|                                                                      |           |       |         |                                                                                    |
| 23 maart Vriendschappelijk № 65 «onderlinge duels» 18:00 uur (UTC+1) | Gibraltar | 0 – 0 | Grenada | Victoriastadion, Gibraltar Toeschouwers: 410 Scheidsrechter: Paul McLaughlin (IRL) |
| 23 maart Vriendschappelijk № 65 «onderlinge duels» 18:00 uur (UTC+1) |           |       |         | Victoriastadion, Gibraltar Toeschouwers: 410 Scheidsrechter: Paul McLaughlin (IRL) |

|                                                                      |           |       |         |                                                                                |
| 26 maart Vriendschappelijk № 66 «onderlinge duels» 18:00 uur (UTC+1) | Gibraltar | 0 – 0 | Faeröer | Victoriastadion, Gibraltar Toeschouwers: 727 Scheidsrechter: David Coote (ENG) |
| 26 maart Vriendschappelijk № 66 «onderlinge duels» 18:00 uur (UTC+1) |           |       |         | Victoriastadion, Gibraltar Toeschouwers: 727 Scheidsrechter: David Coote (ENG) |

|                                                                               |                                                                                            |       |           | |
| 2 juni UEFA Nations League Groep C4 № 67 «onderlinge duels» 20:00 uur (UTC+4) | Georgië                                                                                    | 4 – 0 | Gibraltar | Boris Paitsjadzestadion, Tbilisi Toeschouwers: 43.412 Scheidsrechter: Morten Krogh (DEN) Video-assistent: Peter Bankes (ENG) |
| 2 juni UEFA Nations League Groep C4 № 67 «onderlinge duels» 20:00 uur (UTC+4) | Chvitsja Kvaratschelia 12' Goeram Kasjia 33' Georges Mikautadze 87' Valeri Kazaisjvili 88' |       |           | Boris Paitsjadzestadion, Tbilisi Toeschouwers: 43.412 Scheidsrechter: Morten Krogh (DEN) Video-assistent: Peter Bankes (ENG) |

|                                                                               |           |                                   |                 | |
| 5 juni UEFA Nations League Groep C4 № 68 «onderlinge duels» 18:00 uur (UTC+2) | Gibraltar | 0 – 2                             | Noord-Macedonië | Victoriastadion, Gibraltar Toeschouwers: 703 Scheidsrechter: Alain Durieux (LUX) Video-assistent: Bram Van Driessche (BEL) |
| 5 juni UEFA Nations League Groep C4 № 68 «onderlinge duels» 18:00 uur (UTC+2) |           | 21' Enis Bardhi 84' Boban Nikolov |                 | Victoriastadion, Gibraltar Toeschouwers: 703 Scheidsrechter: Alain Durieux (LUX) Video-assistent: Bram Van Driessche (BEL) |

|                                                                               |                        |       |                       | |
| 9 juni UEFA Nations League Groep C4 № 69 «onderlinge duels» 20:45 uur (UTC+2) | Gibraltar              | 1 – 1 | Bulgarije             | Victoriastadion, Gibraltar Toeschouwers: 1.427 Scheidsrechter: Petri Viljanen (FIN) Video-assistent: Pascal Müller (GER) |
| 9 juni UEFA Nations League Groep C4 № 69 «onderlinge duels» 20:45 uur (UTC+2) | Liam Walker 61' (pen.) |       | 45+1' Georgi Mintsjev | Victoriastadion, Gibraltar Toeschouwers: 1.427 Scheidsrechter: Petri Viljanen (FIN) Video-assistent: Pascal Müller (GER) |

|                                                                                |                                                                                |       |           | |
| 12 juni UEFA Nations League Groep C4 № 70 «onderlinge duels» 18:00 uur (UTC+2) | Noord-Macedonië                                                                | 4 – 0 | Gibraltar | Toše Proeskiarena, Skopje Toeschouwers: 4.750 Scheidsrechter: Dumitru Muntean (MDA) Video-assistent: Michal Očenáš (SVK) |
| 12 juni UEFA Nations League Groep C4 № 70 «onderlinge duels» 18:00 uur (UTC+2) | Enis Bardhi 4' Graeme Torrilla 14' (e.d.) Bojan Miovski 16' Darko Čurlinov 31' |       |           | Toše Proeskiarena, Skopje Toeschouwers: 4.750 Scheidsrechter: Dumitru Muntean (MDA) Video-assistent: Michal Očenáš (SVK) |

|                                                                                     |                                                                                                 |       |                   | |
| 23 september UEFA Nations League Groep C4 № 71 «onderlinge duels» 21:45 uur (UTC+3) | Bulgarije                                                                                       | 5 – 1 | Gibraltar         | Loedogorets Arena, Razgrad Toeschouwers: 1.540 Scheidsrechter: Pavel Orel (CZE) Video-assistent: Sascha Stegemann (GER) |
| 23 september UEFA Nations League Groep C4 № 71 «onderlinge duels» 21:45 uur (UTC+3) | Valentin Antov 23' Kiril Despodov 36' Radoslav Kirilov 52' Ilijan Stefanov 55' Marin Petkov 81' |       | 26' Roy Chipolina | Loedogorets Arena, Razgrad Toeschouwers: 1.540 Scheidsrechter: Pavel Orel (CZE) Video-assistent: Sascha Stegemann (GER) |

|                                                                                     |                    |       |                                                           | |
| 26 september UEFA Nations League Groep C4 № 72 «onderlinge duels» 20:45 uur (UTC+2) | Gibraltar          | 1 – 2 | Georgië                                                   | Victoriastadion, Gibraltar Toeschouwers: 1.199 Scheidsrechter: Robert Harvey (IRL) Video-assistent: David Coote (ENG) |
| 26 september UEFA Nations League Groep C4 № 72 «onderlinge duels» 20:45 uur (UTC+2) | Louie Annesley 75' |       | 19' (pen.) Chvitsja Kvaratschelia 49' Giorgi Tsitaisjvili | Victoriastadion, Gibraltar Toeschouwers: 1.199 Scheidsrechter: Robert Harvey (IRL) Video-assistent: David Coote (ENG) |

|                                                                         |                                          |       |               |                                                                                 |
| 16 november Vriendschappelijk № 73 «onderlinge duels» 19:00 uur (UTC+1) | Gibraltar                                | 2 – 0 | Liechtenstein | Victoriastadion, Gibraltar Toeschouwers: 558 Scheidsrechter: Ahmad Al-Ali (KUW) |
| 16 november Vriendschappelijk № 73 «onderlinge duels» 19:00 uur (UTC+1) | Roy Chipolina 14' Liam Walker 21' (pen.) |       |               | Victoriastadion, Gibraltar Toeschouwers: 558 Scheidsrechter: Ahmad Al-Ali (KUW) |

|                                                                         |                   |       |         |                                                                                          |
| 19 november Vriendschappelijk № 74 «onderlinge duels» 18:00 uur (UTC+1) | Gibraltar         | 1 – 0 | Andorra | Victoriastadion, Gibraltar Toeschouwers: 2.006 Scheidsrechter: Abdullah Al Kandari (KUW) |
| 19 november Vriendschappelijk № 74 «onderlinge duels» 18:00 uur (UTC+1) | Roy Chipolina 34' |       |         | Victoriastadion, Gibraltar Toeschouwers: 2.006 Scheidsrechter: Abdullah Al Kandari (KUW) |

### 2023
|                                                                          |           |                                                                    |             | |
| 24 maart EK-kwalificatie Groep B № 75 «onderlinge duels» 19:45 uur (UTC) | Gibraltar | 0 – 3                                                              | Griekenland | Estádio Algarve, Loulé (Portugal) Toeschouwers: 390 Scheidsrechter: Rohit Saggi (NOR) Video-assistent: Rob Dieperink (NED) |
| 24 maart EK-kwalificatie Groep B № 75 «onderlinge duels» 19:45 uur (UTC) |           | 11' Giorgos Masouras 45' Emmanouil Siopis 58' Anastasios Bakasetas |             | Estádio Algarve, Loulé (Portugal) Toeschouwers: 390 Scheidsrechter: Rohit Saggi (NOR) Video-assistent: Rob Dieperink (NED) |

|                                                                            |                                                 |       |           | |
| 27 maart EK-kwalificatie Groep B № 76 «onderlinge duels» 20:45 uur (UTC+2) | Nederland                                       | 3 – 0 | Gibraltar | Stadion Feijenoord, Rotterdam Toeschouwers: 36.327 Scheidsrechter: Morten Krogh (DEN) Video-assistent: David Coote (ENG) |
| 27 maart EK-kwalificatie Groep B № 76 «onderlinge duels» 20:45 uur (UTC+2) | Memphis Depay 24' Nathan Aké 50' Nathan Aké 82' |       |           | Stadion Feijenoord, Rotterdam Toeschouwers: 36.327 Scheidsrechter: Morten Krogh (DEN) Video-assistent: David Coote (ENG) |

|                                                                           |           |                                                                |           | |
| 16 juni EK-kwalificatie Groep B № 77 «onderlinge duels» 19:45 uur (UTC+1) | Gibraltar | 0 – 3                                                          | Frankrijk | Estádio Algarve, Loulé (Portugal) Toeschouwers: 4.065 Scheidsrechter: Jevhen Aranovsky (UKR) Video-assistent: Bartosz Frankowski (POL) |
| 16 juni EK-kwalificatie Groep B № 77 «onderlinge duels» 19:45 uur (UTC+1) |           | 3' Olivier Giroud 45+3' Kylian Mbappé 78' (e.d.) Aymen Mouelhi |           | Estádio Algarve, Loulé (Portugal) Toeschouwers: 4.065 Scheidsrechter: Jevhen Aranovsky (UKR) Video-assistent: Bartosz Frankowski (POL) |

|                                                                           |                                                      |       |           | |
| 19 juni EK-kwalificatie Groep B № 78 «onderlinge duels» 19:45 uur (UTC+1) | Ierland                                              | 3 – 0 | Gibraltar | Avivastadion, Dublin Toeschouwers: 42.156 Scheidsrechter: Marian Alexandru Barbu (ROU) Video-assistent: Ovidiu Haţegan (ROU) |
| 19 juni EK-kwalificatie Groep B № 78 «onderlinge duels» 19:45 uur (UTC+1) | Mikey Johnston 53' Evan Ferguson 59' Adam Idah 90+2' |       |           | Avivastadion, Dublin Toeschouwers: 42.156 Scheidsrechter: Marian Alexandru Barbu (ROU) Video-assistent: Ovidiu Haţegan (ROU) |

|                                                                         |                  |       |           |                                                                                  |
| 6 september Vriendschappelijk № 79 «onderlinge duels» 20:00 uur (UTC+2) | Malta            | 1 – 0 | Gibraltar | Ta' Qalistadion, Ta' Qali Toeschouwers: 821 Scheidsrechter: Miloš Bošković (MNE) |
| 6 september Vriendschappelijk № 79 «onderlinge duels» 20:00 uur (UTC+2) | Joseph Mbong 58' |       |           | Ta' Qalistadion, Ta' Qali Toeschouwers: 821 Scheidsrechter: Miloš Bošković (MNE) |

|                                                                                | |       |           | |
| 10 september EK-kwalificatie Groep B № 80 «onderlinge duels» 21:45 uur (UTC+3) | Griekenland | 5 – 0 | Gibraltar | Agia Sofiastadion, Athene Toeschouwers: 9.774 Scheidsrechter: Manfredas Lukjančukas (LTU) Video-assistent: Marco Di Bello (ITA) |
| 10 september EK-kwalificatie Groep B № 80 «onderlinge duels» 21:45 uur (UTC+3) | Dimitris Pelkas 9' Konstantinos Mavropanos 23' Giorgos Masouras 70' Konstantinos Mavropanos 83' Giorgos Masouras 90+1' |       |           | Agia Sofiastadion, Athene Toeschouwers: 9.774 Scheidsrechter: Manfredas Lukjančukas (LTU) Video-assistent: Marco Di Bello (ITA) |

|                                                                        |                                                                         |       |           |                                                                                       |
| 11 oktober Vriendschappelijk № 81 «onderlinge duels» 19:45 uur (UTC+1) | Wales                                                                   | 4 – 0 | Gibraltar | Racecourse Ground, Wrexham Toeschouwers: 10.008 Scheidsrechter: Philip Farrugia (MLT) |
| 11 oktober Vriendschappelijk № 81 «onderlinge duels» 19:45 uur (UTC+1) | Ben Davies 23' Kieffer Moore 26' Nathan Broadhead 35' Kieffer Moore 45' |       |           | Racecourse Ground, Wrexham Toeschouwers: 10.008 Scheidsrechter: Philip Farrugia (MLT) |

|                                                                              |           |                                                                          |         | |
| 16 oktober EK-kwalificatie Groep B № 82 «onderlinge duels» 19:45 uur (UTC+1) | Gibraltar | 0 – 4                                                                    | Ierland | Estádio Algarve, Loulé (Portugal) Toeschouwers: 4.000 Scheidsrechter: Christian-Petru Ciochirca (AUT) Video-assistent: Alan Kijas (AUT) |
| 16 oktober EK-kwalificatie Groep B № 82 «onderlinge duels» 19:45 uur (UTC+1) |           | 8' Evan Ferguson 28' Mikey Johnston 60' Matt Doherty 80' Callum Robinson |         | Estádio Algarve, Loulé (Portugal) Toeschouwers: 4.000 Scheidsrechter: Christian-Petru Ciochirca (AUT) Video-assistent: Alan Kijas (AUT) |

|                                                                               | |        |           | |
| 18 november EK-kwalificatie Groep B № 83 «onderlinge duels» 20:45 uur (UTC+1) | Frankrijk | 14 – 0 | Gibraltar | Allianz Riviera, Nice Toeschouwers: 32.758 Scheidsrechter: John Brooks (ENG) Video-assistent: Chris Kavanagh (ENG) |
| 18 november EK-kwalificatie Groep B № 83 «onderlinge duels» 20:45 uur (UTC+1) | Ethan Santos 3' (e.d.) Marcus Thuram 4' Warren Zaïre-Emery 16' Kylian Mbappé 30' (pen.) Jonathan Clauss 34' Kingsley Coman 36' Youssouf Fofana 37' Adrien Rabiot 63' Kingsley Coman 65' Ousmane Dembélé 71' Kylian Mbappé 74' Kylian Mbappé 82' Olivier Giroud 89' Olivier Giroud 90+1' |        |           | Allianz Riviera, Nice Toeschouwers: 32.758 Scheidsrechter: John Brooks (ENG) Video-assistent: Chris Kavanagh (ENG) |

|                                                                             |           | |           | |
| 21 november EK-kwalificatie Groep B № 84 «onderlinge duels» 19:45 uur (UTC) | Gibraltar | 0 – 6 | Nederland | Estádio Algarve, Loulé (Portugal) Toeschouwers: 2.280 Scheidsrechter: Arda Kardeşler (TUR) Video-assistent: Abdulkadir Bitigen (TUR) |
| 21 november EK-kwalificatie Groep B № 84 «onderlinge duels» 19:45 uur (UTC) |           | 10' Calvin Stengs 23' Mats Wieffer 38' Teun Koopmeiners 50' Calvin Stengs 62' Calvin Stengs 81' Cody Gakpo |           | Estádio Algarve, Loulé (Portugal) Toeschouwers: 2.280 Scheidsrechter: Arda Kardeşler (TUR) Video-assistent: Abdulkadir Bitigen (TUR) |

### 2024
|                                                                                |           |                    |          | |
| 21 maart UEFA Nations League Play-outs № 85 «onderlinge duels» 19:45 uur (UTC) | Gibraltar | 0 – 1              | Litouwen | Estádio Algarve, Loulé (Portugal) Toeschouwers: 207 Scheidsrechter: Giorgi Kroeasjvili (GEO) Video-assistent: Alper Ulusoy (TUR) |
| 21 maart UEFA Nations League Play-outs № 85 «onderlinge duels» 19:45 uur (UTC) |           | 60' Armandas Kučys |          | Estádio Algarve, Loulé (Portugal) Toeschouwers: 207 Scheidsrechter: Giorgi Kroeasjvili (GEO) Video-assistent: Alper Ulusoy (TUR) |

|                                                                                  |                    |       |           | |
| 26 maart UEFA Nations League Play-outs № 86 «onderlinge duels» 19:00 uur (UTC+2) | Litouwen           | 1 – 0 | Gibraltar | S. Dariaus- en S. Girėnostadion, Kaunas Toeschouwers: 6.102 Scheidsrechter: Duje Strukan (CRO) Video-assistent: Nejc Kajtazović (SVN) |
| 26 maart UEFA Nations League Play-outs № 86 «onderlinge duels» 19:00 uur (UTC+2) | Fiodor Černych 51' |       |           | S. Dariaus- en S. Girėnostadion, Kaunas Toeschouwers: 6.102 Scheidsrechter: Duje Strukan (CRO) Video-assistent: Nejc Kajtazović (SVN) |

|                                                                    |           |                                 |           |                                                                                 |
| 3 juni Vriendschappelijk № 87 «onderlinge duels» 17:00 uur (UTC+1) | Gibraltar | 0 – 2                           | Schotland | Estádio Algarve, Loulé Toeschouwers: 1.329 Scheidsrechter: Jamie Robinson (NIR) |
| 3 juni Vriendschappelijk № 87 «onderlinge duels» 17:00 uur (UTC+1) |           | 58' Ryan Christie 85' Ché Adams |           | Estádio Algarve, Loulé Toeschouwers: 1.329 Scheidsrechter: Jamie Robinson (NIR) |

|                                                                    |           |       |       |                                                                               |
| 6 juni Vriendschappelijk № 88 «onderlinge duels» 19:45 uur (UTC+1) | Gibraltar | 0 – 0 | Wales | Estádio Algarve, Loulé Toeschouwers: 900 Scheidsrechter: Jamie Robinson (NIR) |
| 6 juni Vriendschappelijk № 88 «onderlinge duels» 19:45 uur (UTC+1) |           |       |       | Estádio Algarve, Loulé Toeschouwers: 900 Scheidsrechter: Jamie Robinson (NIR) |

|                                                                         |              |       |         |                                                                                   |
| 4 september Vriendschappelijk № 89 «onderlinge duels» 18:00 uur (UTC+2) | Gibraltar    | 1 – 0 | Andorra | Europa Point Stadium, Gibraltar Toeschouwers: onb. Scheidsrechter: Tom Owen (WAL) |
| 4 september Vriendschappelijk № 89 «onderlinge duels» 18:00 uur (UTC+2) | Dan Bent 18' |       |         | Europa Point Stadium, Gibraltar Toeschouwers: onb. Scheidsrechter: Tom Owen (WAL) |

|                                                                                    |                                    |       |                                                | |
| 8 september UEFA Nations League Groep D1 № 90 «onderlinge duels» 18:00 uur (UTC+2) | Gibraltar                          | 2 – 2 | Liechtenstein                                  | Europa Point Stadium, Gibraltar Toeschouwers: 681 Scheidsrechter: Kristo Tohver (EST) Video-assistent: Daniel Bar Natan (ISR) |
| 8 september UEFA Nations League Groep D1 № 90 «onderlinge duels» 18:00 uur (UTC+2) | Liam Walker 8' James Scanlon 90+7' |       | 53' Ferhat Sağlam 90+14' (pen.) Nicolas Hasler | Europa Point Stadium, Gibraltar Toeschouwers: 681 Scheidsrechter: Kristo Tohver (EST) Video-assistent: Daniel Bar Natan (ISR) |

|                                                                                   |                  |       |            | |
| 10 oktober UEFA Nations League Groep D1 № 91 «onderlinge duels» 20:45 uur (UTC+2) | Gibraltar        | 1 – 0 | San Marino | Europa Point Stadium, Gibraltar Toeschouwers: 677 Scheidsrechter: Felix Zwayer (GER) Video-assistent: Sören Storks (GER) |
| 10 oktober UEFA Nations League Groep D1 № 91 «onderlinge duels» 20:45 uur (UTC+2) | Ethan Britto 62' |       |            | Europa Point Stadium, Gibraltar Toeschouwers: 677 Scheidsrechter: Felix Zwayer (GER) Video-assistent: Sören Storks (GER) |

|                                                                                   |               |       |           | |
| 13 oktober UEFA Nations League Groep D1 № 92 «onderlinge duels» 18:00 uur (UTC+2) | Liechtenstein | 0 – 0 | Gibraltar | Rheinparkstadion, Vaduz Toeschouwers: 1.510 Scheidsrechter: Horațiu Feșnic (ROU) Video-assistent: Ovidiu Haţegan (ROU) |
| 13 oktober UEFA Nations League Groep D1 № 92 «onderlinge duels» 18:00 uur (UTC+2) |               |       |           | Rheinparkstadion, Vaduz Toeschouwers: 1.510 Scheidsrechter: Horațiu Feșnic (ROU) Video-assistent: Ovidiu Haţegan (ROU) |

|                                                                                    |                           |       |                        | |
| 15 november UEFA Nations League Groep D1 № 93 «onderlinge duels» 20:45 uur (UTC+1) | San Marino                | 1 – 1 | Gibraltar              | Stadio Olimpico, Serravalle Toeschouwers: 1.324 Scheidsrechter: Igor Pajač (CRO) Video-assistent: Fran Jović (CRO) |
| 15 november UEFA Nations League Groep D1 № 93 «onderlinge duels» 20:45 uur (UTC+1) | Nicola Nanni 90+2' (pen.) |       | 11' (pen.) Liam Walker | Stadio Olimpico, Serravalle Toeschouwers: 1.324 Scheidsrechter: Igor Pajač (CRO) Video-assistent: Fran Jović (CRO) |

|                                                                         |                        |       |                   |                                                                                             |
| 19 november Vriendschappelijk № 94 «onderlinge duels» 18:00 uur (UTC+1) | Gibraltar              | 1 – 1 | Moldavië          | Europa Point Stadium, Gibraltar Toeschouwers: 580 Scheidsrechter: Antoine Chiaramonti (AND) |
| 19 november Vriendschappelijk № 94 «onderlinge duels» 18:00 uur (UTC+1) | Liam Walker 68' (pen.) |       | 40' Victor Mudrac | Europa Point Stadium, Gibraltar Toeschouwers: 580 Scheidsrechter: Antoine Chiaramonti (AND) |

### 2025
|                                                                            |                                                    |       |              | |
| 22 maart WK-kwalificatie Groep L № 95 «onderlinge duels» 18:00 uur (UTC+1) | Montenegro                                         | 3 – 1 | Gibraltar    | Stadion Gradski, Nikšić Toeschouwers: 3.021 Scheidsrechter: António Nobre (POR) Video-assistent: André Narciso (POR) |
| 22 maart WK-kwalificatie Groep L № 95 «onderlinge duels» 18:00 uur (UTC+1) | Stevan Jovetić 22' Marko Tuci 70' Adam Marušić 73' |       | 13' Dan Bent | Stadion Gradski, Nikšić Toeschouwers: 3.021 Scheidsrechter: António Nobre (POR) Video-assistent: André Narciso (POR) |

|                                                                            |           |                                                                     |          | |
| 25 maart WK-kwalificatie Groep L № 96 «onderlinge duels» 20:45 uur (UTC+1) | Gibraltar | 0 – 4                                                               | Tsjechië | Estádio Algarve, Loulé Toeschouwers: 583 Scheidsrechter: Horațiu Feșnic (ROU) Video-assistent: Ovidiu Haţegan (ROU) |
| 25 maart WK-kwalificatie Groep L № 96 «onderlinge duels» 20:45 uur (UTC+1) |           | 21' Václav Černý 50' Patrik Schick 72' Pavel Šulc 90+5' Jan Kliment |          | Estádio Algarve, Loulé Toeschouwers: 583 Scheidsrechter: Horațiu Feșnic (ROU) Video-assistent: Ovidiu Haţegan (ROU) |

|                                                                          |           | |         | |
| 6 juni WK-kwalificatie Groep L № 97 «onderlinge duels» 20:45 uur (UTC+2) | Gibraltar | 0 – 7 | Kroatië | Estádio Algarve, Loulé Toeschouwers: 1.516 Scheidsrechter: Georgi Kabakov (BUL) Video-assistent: Vasimir El-Hatib (BUL) |
| 6 juni WK-kwalificatie Groep L № 97 «onderlinge duels» 20:45 uur (UTC+2) |           | 28' Mario Pašalić 30' Ante Budimir 60' Franjo Ivanović 63' Franjo Ivanović 73' Ivan Perišić 77' Andrej Kramarić 80' Andrej Kramarić |         | Estádio Algarve, Loulé Toeschouwers: 1.516 Scheidsrechter: Georgi Kabakov (BUL) Video-assistent: Vasimir El-Hatib (BUL) |

|                                                                          |                                              |       |                   | |
| 9 juni WK-kwalificatie Groep L № 98 «onderlinge duels» 19:45 uur (UTC+1) | Faeröer                                      | 2 – 1 | Gibraltar         | Tórsvøllur, Tórshavn Toeschouwers: 2.632 Scheidsrechter: Yigal Frid (ISR) Video-assistent: Ziv Adler (ISR) |
| 9 juni WK-kwalificatie Groep L № 98 «onderlinge duels» 19:45 uur (UTC+1) | Árni Frederiksberg 71' Patrik Johannesen 86' |       | 23' James Scanlon | Tórsvøllur, Tórshavn Toeschouwers: 2.632 Scheidsrechter: Yigal Frid (ISR) Video-assistent: Ziv Adler (ISR) |

|                                                                               |           |   |         |                                                    |
| 8 september WK-kwalificatie Groep L № 99 «onderlinge duels» 20:45 uur (UTC+2) | Gibraltar | – | Faeröer | n.n.b. Toeschouwers: n.n.b. Scheidsrechter: n.n.b. |
| 8 september WK-kwalificatie Groep L № 99 «onderlinge duels» 20:45 uur (UTC+2) |           |   |         | n.n.b. Toeschouwers: n.n.b. Scheidsrechter: n.n.b. |

|                                                                               |         |   |           |                                                                  |
| 12 oktober WK-kwalificatie Groep L № 100 «onderlinge duels» 20:45 uur (UTC+2) | Kroatië | – | Gibraltar | Poljudstadion, Split Toeschouwers: n.n.b. Scheidsrechter: n.n.b. |
| 12 oktober WK-kwalificatie Groep L № 100 «onderlinge duels» 20:45 uur (UTC+2) |         |   |           | Poljudstadion, Split Toeschouwers: n.n.b. Scheidsrechter: n.n.b. |

|                                                                                |           |   |            |                                                    |
| 14 november WK-kwalificatie Groep L № 101 «onderlinge duels» 20:45 uur (UTC+1) | Gibraltar | – | Montenegro | n.n.b. Toeschouwers: n.n.b. Scheidsrechter: n.n.b. |
| 14 november WK-kwalificatie Groep L № 101 «onderlinge duels» 20:45 uur (UTC+1) |           |   |            | n.n.b. Toeschouwers: n.n.b. Scheidsrechter: n.n.b. |

|                                                                                |          |   |           |                                                                  |
| 17 november WK-kwalificatie Groep L № 102 «onderlinge duels» 20:45 uur (UTC+1) | Tsjechië | – | Gibraltar | Fortuna arena, Praag Toeschouwers: n.n.b. Scheidsrechter: n.n.b. |
| 17 november WK-kwalificatie Groep L № 102 «onderlinge duels» 20:45 uur (UTC+1) |          |   |           | Fortuna arena, Praag Toeschouwers: n.n.b. Scheidsrechter: n.n.b. |

### 2026
|                                                                                   |           |   |         |                                                    |
| 26 maart UEFA Nations League Play-outs № 103 «onderlinge duels» 18:00 uur (UTC+1) | Gibraltar | – | Letland | n.n.b. Toeschouwers: n.n.b. Scheidsrechter: n.n.b. |
| 26 maart UEFA Nations League Play-outs № 103 «onderlinge duels» 18:00 uur (UTC+1) |           |   |         | n.n.b. Toeschouwers: n.n.b. Scheidsrechter: n.n.b. |

|                                                                                   |         |   |           |                                                    |
| 31 maart UEFA Nations League Play-outs № 104 «onderlinge duels» 19:00 uur (UTC+2) | Letland | – | Gibraltar | n.n.b. Toeschouwers: n.n.b. Scheidsrechter: n.n.b. |
| 31 maart UEFA Nations League Play-outs № 104 «onderlinge duels» 19:00 uur (UTC+2) |         |   |           | n.n.b. Toeschouwers: n.n.b. Scheidsrechter: n.n.b. |

GFA · A-internationals · Bondscoaches · Statistieken · Vrouwenelftal · Olympisch elftal · Gibraltar U19 · Gibraltar U17
2010 – 2019 ·
2020 − 2029
2013 ·
2014 ·
2015 ·
2016 ·
2017 ·
2018 ·
2019 ·
2020 ·
2021 ·
2022 ·
2023 ·
2024 ·
2025
Andorra ·
Armenië ·
België ·
Bosnië en Herzegovina ·
Bulgarije ·
Cyprus ·
Denemarken ·
Duitsland ·
Estland ·
Faeröer ·
Frankrijk ·
Georgië ·
Grenada ·
Griekenland ·
Ierland ·
Kosovo ·
Kroatië ·
Letland ·
Liechtenstein ·
Litouwen ·
Malta ·
Moldavië ·
Montenegro ·
Nederland ·
Noord-Macedonië ·
Noorwegen ·
Polen ·
Portugal ·
San Marino ·
Schotland ·
Slovenië ·
Slowakije ·
Tsjechië ·
Turkije ·
Wales ·
Zwitserland
CONMEBOL: Argentinië · Bolivia · Brazilië · Chili · Colombia · Ecuador · Paraguay · Peru · Uruguay · Venezuela

UEFA: Albanië · Andorra · Armenië · Azerbeidzjan · België · Bosnië en Herzegovina · Bulgarije · Cyprus · Denemarken · Duitsland · Engeland · Estland · Faeröer · Finland · Frankrijk · Georgië · Gibraltar · Griekenland · Hongarije · IJsland · Ierland · Israël · Italië · Kazachstan · Kosovo · Kroatië · Letland · Liechtenstein · Litouwen · Luxemburg · Malta · Moldavië · Montenegro · Nederland · Noord-Ierland · Noord-Macedonië · Noorwegen · Oekraïne · Oostenrijk · Polen · Portugal · Roemenië · Rusland · San Marino · Schotland · Servië · Slovenië · Slowakije · Spanje · Tsjechië · Turkije · Wales · Wit-Rusland · Zweden · Zwitserland

AFC: Australië · China · Irak · Iran · Japan · Libanon · Oezbekistan · Oman · Qatar · Saoedi-Arabië · Syrië · Verenigde Arabische Emiraten · Vietnam · Zuid-Korea

CAF: Algerije · Burkina Faso · Congo-Kinshasa · Egypte · Ghana · Ivoorkust · Kaapverdië · Kameroen · Mali · Marokko · Nigeria · Senegal · Tunesië · Zuid-Afrika

CONCACAF: Canada · Costa Rica · Curaçao · El Salvador · Honduras · Jamaica · Mexico · Panama · Suriname · Verenigde Staten

OFC: Nieuw-Zeeland